# Navina Omilade
Navina Omilade (Mönchengladbach, 3 de novembro de 1981) é uma futebolista alemã. Foi medalhista olímpica pela seleção de seu país.